# Gunichi Mikawa
Gunichi Mikawa (29 de agosto de 1888 – 25 de fevereiro de 1981) foi um vice-almirante da Marinha Imperial Japonesa durante a Segunda Guerra Mundial.
Formado pela academia naval em 1910, ele fez parte da tripulação de cruzadores e encouraçados nas patentes intermediárias do oficialato, servindo a bordo de um cruzador na Primeira Guerra Mundial e integrando a delegação japonesa que compareceu em 1919 à Conferência para a assinatura da paz no Tratado de Versalhes, na França.
No período entre guerras, além de ser destacado para adido naval do Japão em Paris, Mikawa serviu no comando de cruzadores e encouraçados até ser promovido a vice-almirante em novembro de 1940.
Na época do ataque a Pearl Harbor, o almirante se encontrava comandando um esquadrão de encouraçados e comandou parte de sua frota na missão de escoltar os porta-aviões que bombardearam a base naval em 7 de dezembro, enquanto outra metade de seu esquadrão cobria o desembarque japonês na Malásia.
Entre julho de 1942 e abril de 1943, ele comandou a recém-formada 8ª Frota do Pacífico Sul, baseada em sua maior parte em Rabaul, na Nova Guiné. Dali, ele liderou forças navais japonesas que atuaram nas batalhas de Guadalcanal e nas restantes Ilhas Salomão. Em agosto de 1942 comandou uma frota de cruzadores que venceu as forças navais aliadas na batalha ao largo da ilha Savo, uma das batalhas navais em torno da ilha de Guadalcanal. Porém, apesar da vitória, ele foi criticado por ter se retirado de combate após afundar quatro cruzadores aliados, evitando usar a vantagem momentânea para continuar a missão e destruir os transportes de tropas que desembarcavam homens e material na ilha, que seriam alvos fáceis sem a cobertura da esquadra inimiga.
Em novembro, ainda combatendo em Guadalcanal, o almirante Mikawa comandou a força de cruzadores que bombardeou e destruiu Henderson Field, o aeroporto da ilha em torno do qual lutavam americanos e japoneses desde o começo da campanha, então ocupado e defendido pelos marines. Durante a campanha ele foi também responsável pelo chamado ‘Expresso de Tóquio’, a flotilha de destróieres que, indo e vindo de Rabaul, todas as noites transportava homens e suprimentos para Guadalcanal, na tentativa de retomar a ilha dos americanos. Entretanto uma de suas tentativas de desembarcar reforços em Lae, na costada ilha, resultou num grande fracasso, com a derrota naval na Batalha do Mar de Bismark, e ele foi eventualmente responsabilizado pela perda das Ilhas Salomão, sendo transferido para posições na retaguarda, no Japão e nas Filipinas.
Pelo resto de 1943 ele exerceu funções de estado-maior no Japão. Em 1944, comandou uma frota expedicionária nas Filipinas e após a derrota naval japonesa na Batalha do Golfo de Leyte em outubro daquele ano, foi chamado de volta para funções burocráticas no Japão, deixando o serviço ativo em maio de 1945.